# رمون دلیل
رمون دلیل (فرانسوی: Raymond Delisle‎; ۱۱ مارس ۱۹۴۳ – ۱۱ اوت ۲۰۱۳) دوچرخه‌سوار اهل فرانسه بود.